# یواس‌اس استاکدال (۱۸۶۳)
یواس‌اس استاکدال (۱۸۶۳) (به انگلیسی: USS Stockdale) یک کشتی بود که در سال ۱۸۶۳ ساخته و در جنگ داخلی آمریکا به کار گرفته شد.